# 什哈拉山
什哈拉山是位於俄羅斯和格魯吉亞邊境的山峰，處於該國第二大城市庫塔伊西以北88公里，屬於高加索山脈的一部分，海拔高度5,193公尺，是該山脈第三高峰，僅次於厄爾布魯士山和德赫套山。